# 禧街 (雪梨)

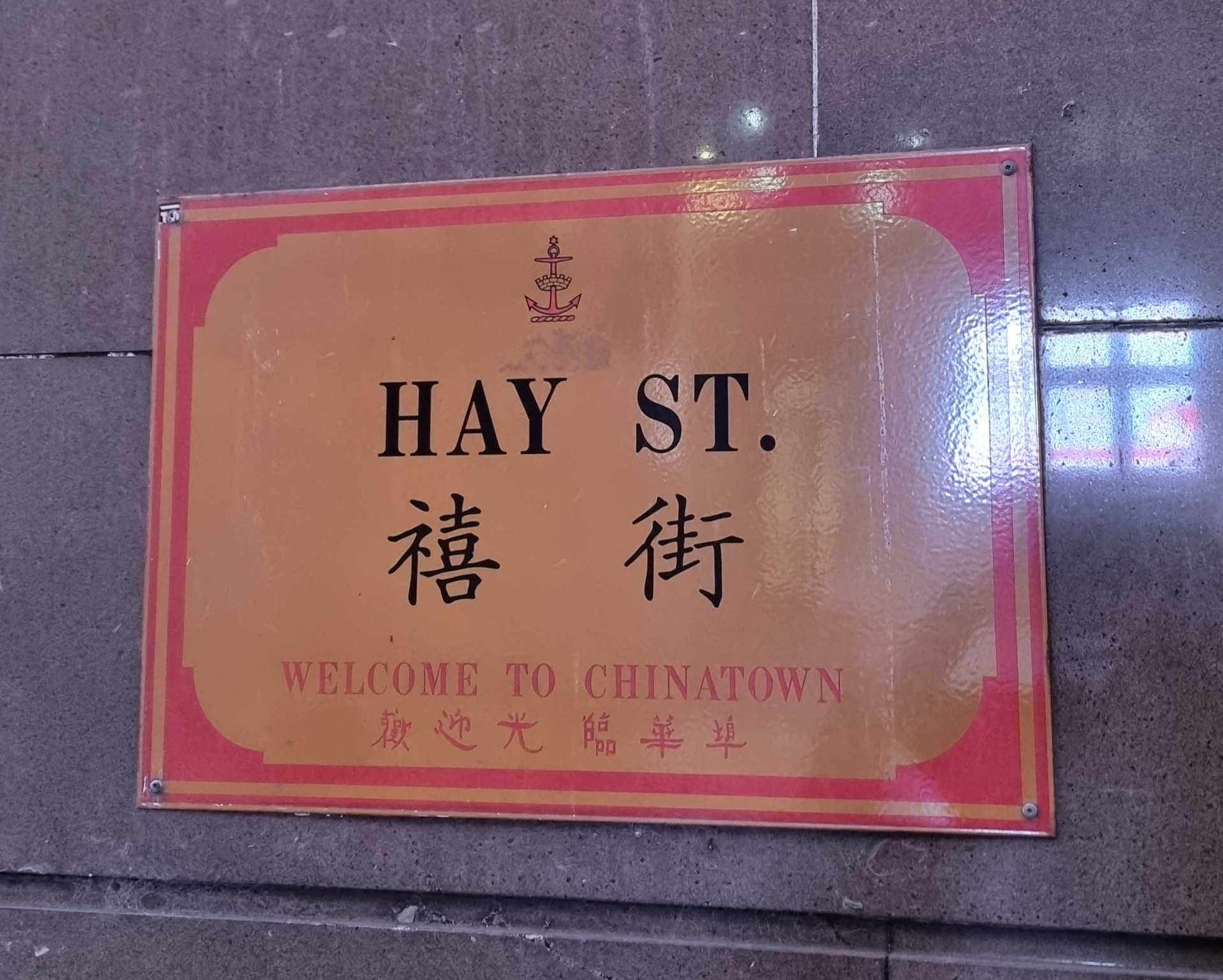
禧街雙語路牌

禧街是澳洲新南威爾斯州雪梨商業中心區的一條街道，長700（2,300英尺），東始伊利沙伯街，西至打令徑（Darling Drive）。

## 概述
禧街的東端盡頭位於夾伊利沙伯街路口，西端的盡頭位於夾打令徑路口。

## 建築
- 禧街181–187號（英语：181–187 Hay Street, Sydney）[6]